# Нюрнбергское яйцо
«Ню́рнбергское яйцо» (нем. Nürnberger Ei) — в эпоху Возрождения часы, изобретённые в городе Нюрнберге (Германия), они имели яйцеобразную форму и носили их на цепочке, прикреплённой к поясу.

## История
В 1510 году житель южно-германского города Нюрнберга Петер Хенляйн изобрёл округлые портативные часы.
Сделанные им железные часы имели сложное устройство со множеством шестерёнок, но при этом их можно было поместить в кошелёк или в карман. Главной заслугой Хенляйна как механика было введение пружины: именно она позволила делать маленькие переносные часы, прозванные «нюрнбергскими яйцами» не столько из-за их формы, сколько по созвучию латинского слова «час» с немецким «яйцо». Эти часы быстро вошли в щегольской набор придворных модников разных стран Запада: подвешиваемые на золотой цепочке и инкрустируемые драгоценными камнями, они стали изысканными украшениями.